# Museu Herzog Anton Ulrich
El Museu Herzog Anton Ulrich (Herzog Anton Ulrich Museum- HAUM) és un museu d'art a la ciutat alemanya de Braunschweig, Baixa Saxònia.

## Història
Fundat en 1754, l'Herzog Anton Ulrich Museum és un dels museus més antics d'Europa. El museu té els seus orígens en el gabinet d'art i història natural del duc Carles I de Brunswick, que va obrir en 1754 per suggeriment del metge holandès Daniel de Superville. Va ser un dels primers museus d'Alemanya a obrir-se al públic i es va obrir només un any després del Museu Britànic de Londres. Aquest "gabinet" incloïa una col·lecció d'obres artesania i escultures del Barroc i el Renaixement, però també obres d'art antigues de fora d'Europa. La col·lecció d'història natural es va convertir més tard en la base del Museu d'Història Natural.
L'actual edifici del museu es va inaugurar el 1887. El seu arquitecte, Oskar Sommer, va projectar l'edifici en estil renaixentista italià. El 2010 es va afegir un edifici d'ampliació al museu. L'edifici històric va estar tancat per reformes durant set anys. El museu va tornar a obrir el 23 d'octubre de 2016.

## Col·lecció
El museu alberga una important col·lecció de pintures mestres antigues occidentals i és especialment fort en l'art del nord d'Europa des del Renaixement, incloent-hi obres de Cranach (una col·lecció molt important), Holbein, Dürer, Van Dyck, Rubens i Rembrandt. Les rareses inclouen una sola obra de Vermeer, Giorgione i Rosso Fiorentino. El museu es basa en la col·lecció d'art Schloss Salzdahlum d'Anthony Ulrich, duc de Brunswick-Lüneburg (1633–1714), del qual rep el nom. Als catàlegs antics, el terme Bilder-Galerie zu Salzthalen fa referència a aquesta col·lecció.
La sala d'impressió, amb més de 100.000 gravats i 10.000 dibuixos, és d'importància internacional. També hi ha exposicions temporals d'art de tot el món. Entre els articles manuscrits hi ha el diari de Matthäus Schwarz, un comptable molt interessat en la moda que va documentar els seus vestits al llarg de la seva vida adulta en un moment en què es pensava que les persones que no eren del més alt rang es vestien feixugament. És el primer llibre de moda conegut.
La col·lecció d'objectes medievals del museu es troba al castell de Dankwarderode.

## Obres seleccionades al museu

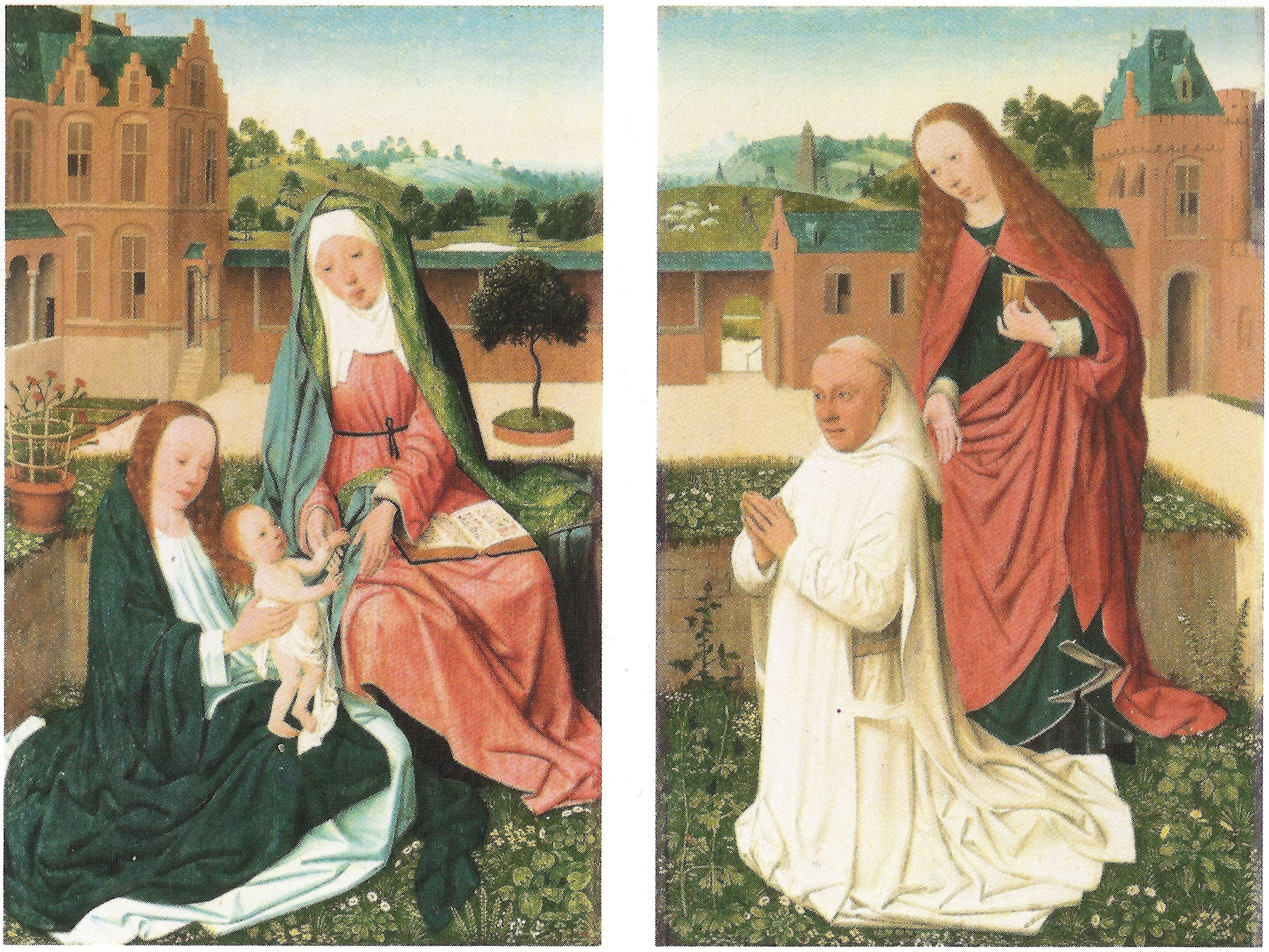
Díptic de Brunswick, del Mestre del Díptic de Brunswick, c. 1490
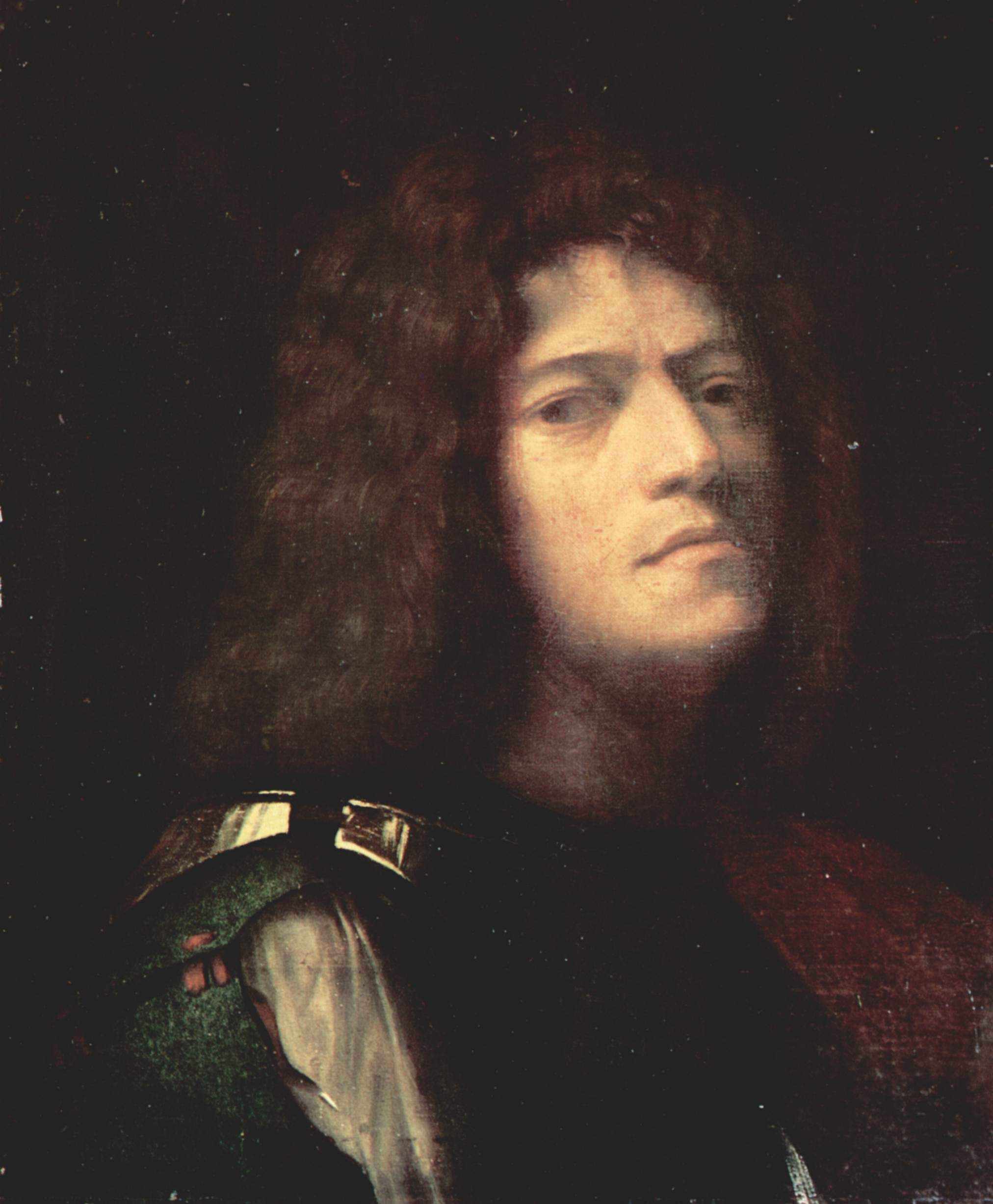
Autoretrat com David, de Giorgione, c. 1500
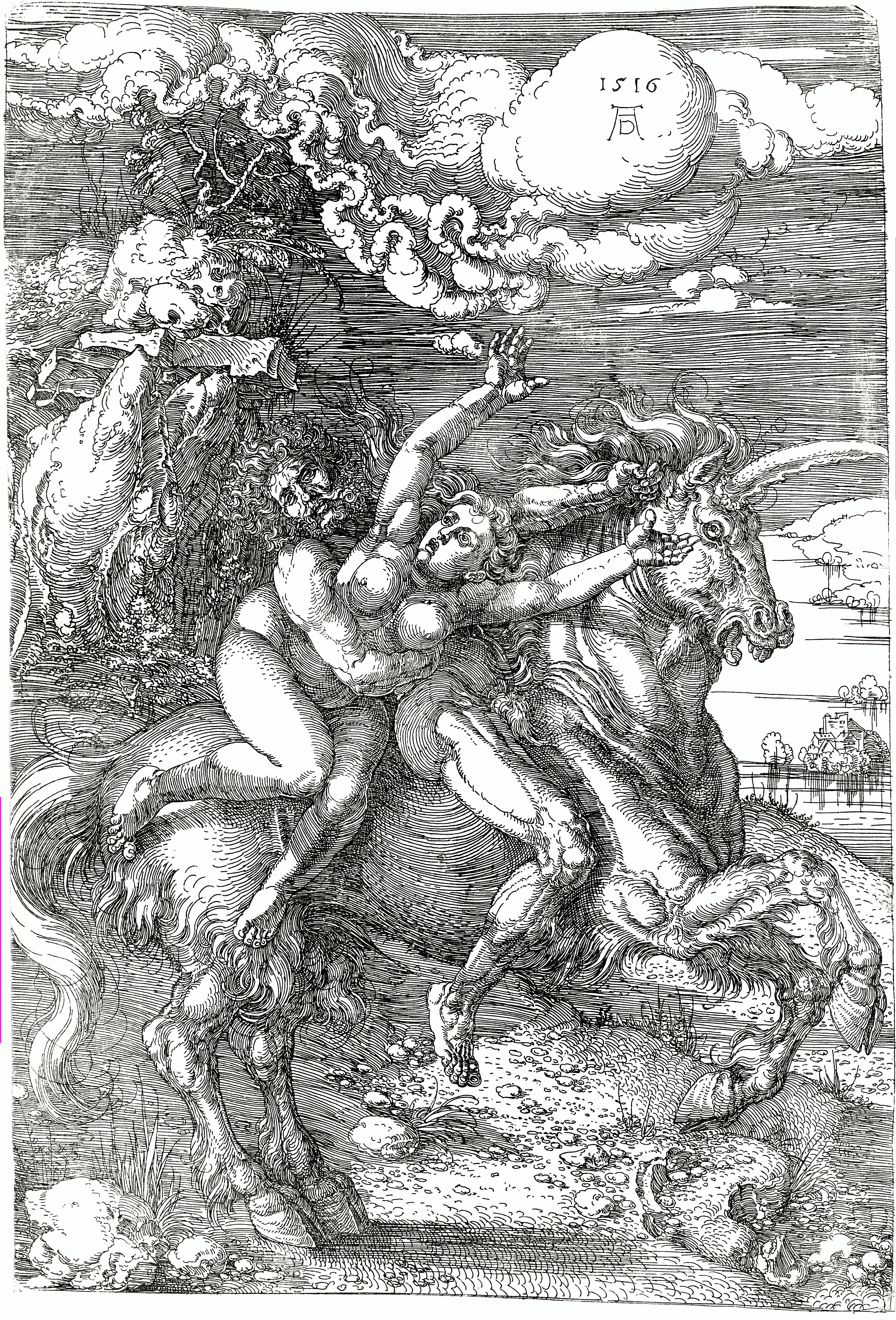
El segrest de Proserpina sobre un unicorn, gravat d'Albrecht Dürer, 1516
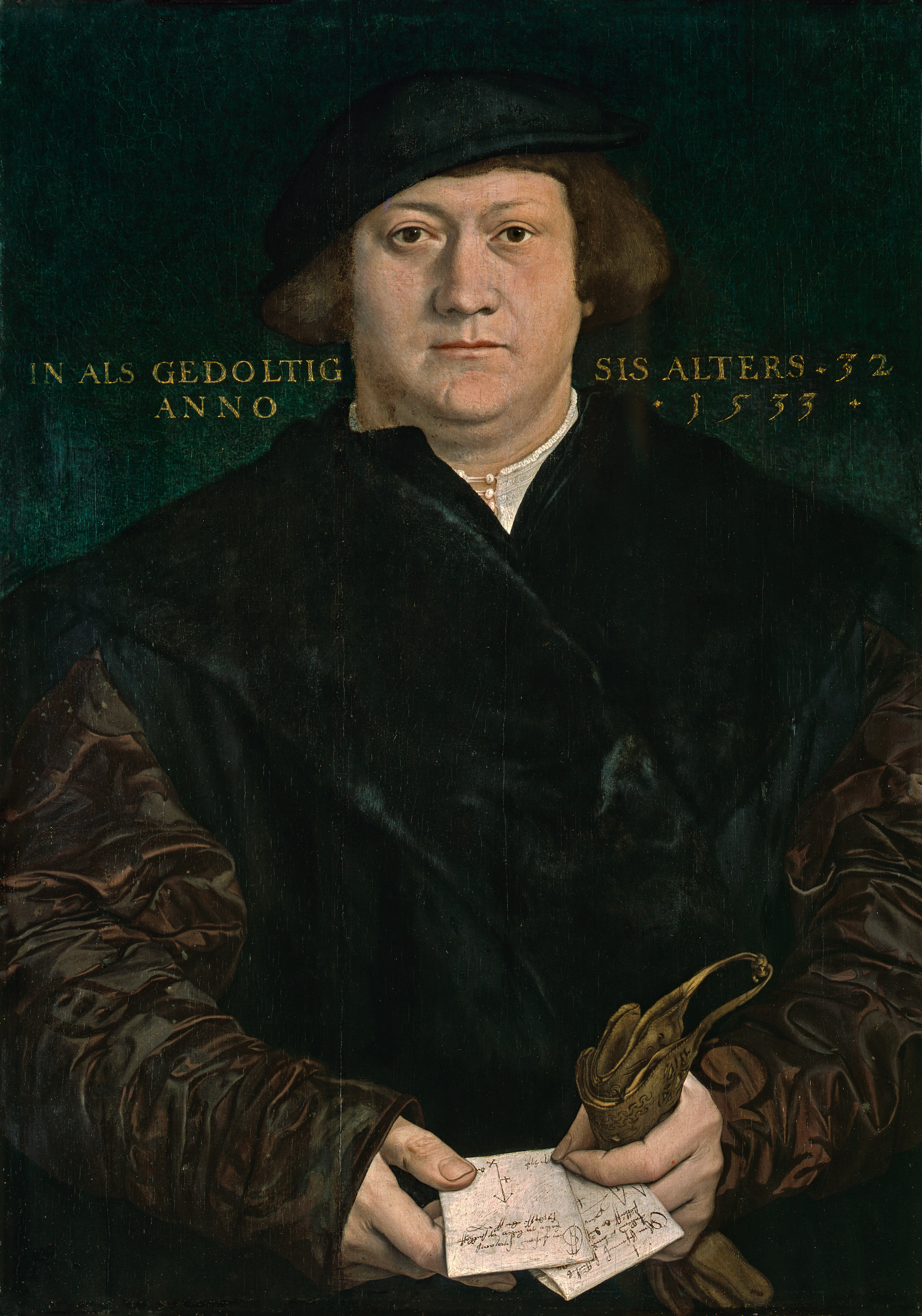
Retrat de Cyriacus Kale, de Hans Holbein el Jove, 1533
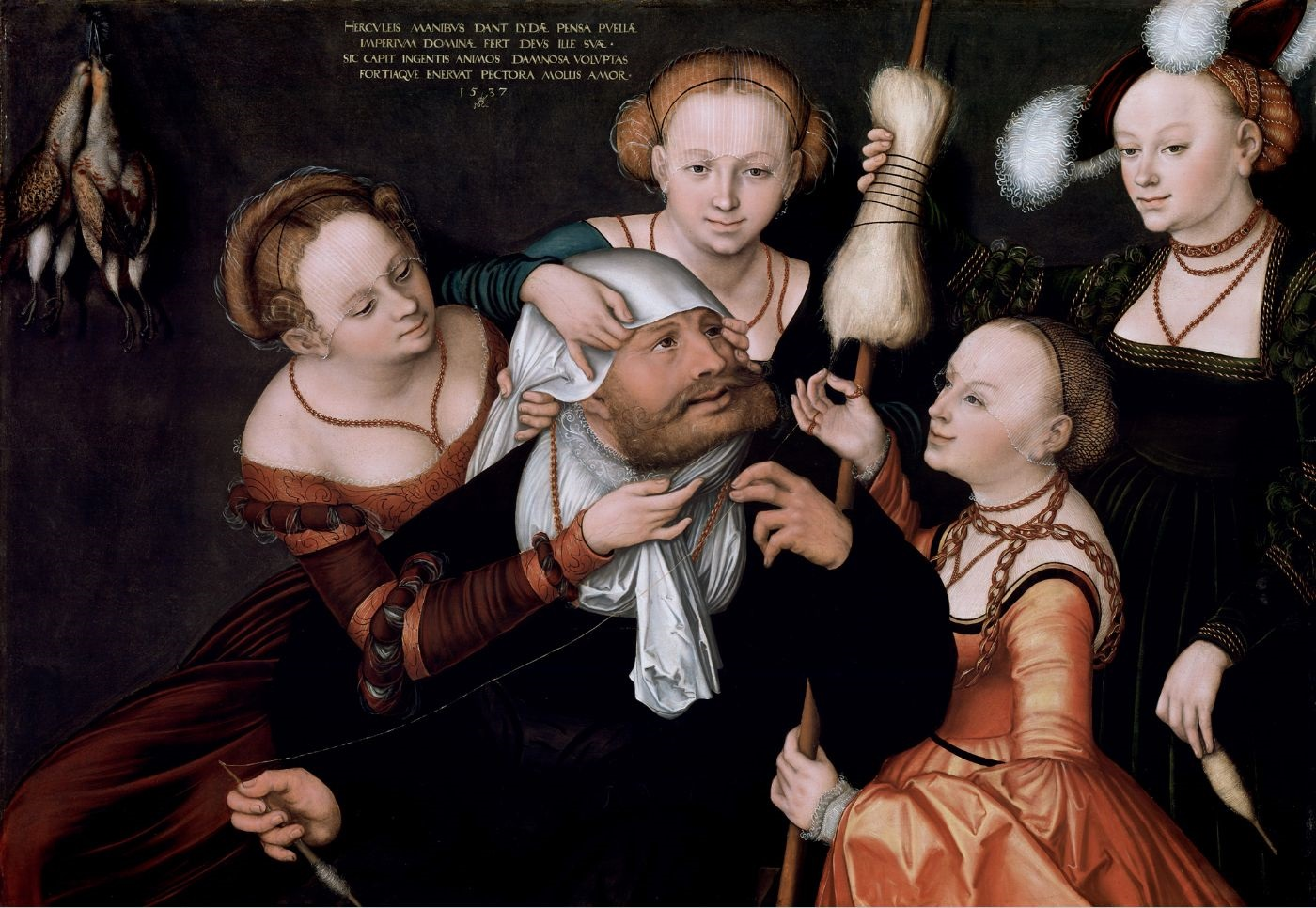
Hèrcules i Omphale, de Lucas Cranach el Vell, 1537
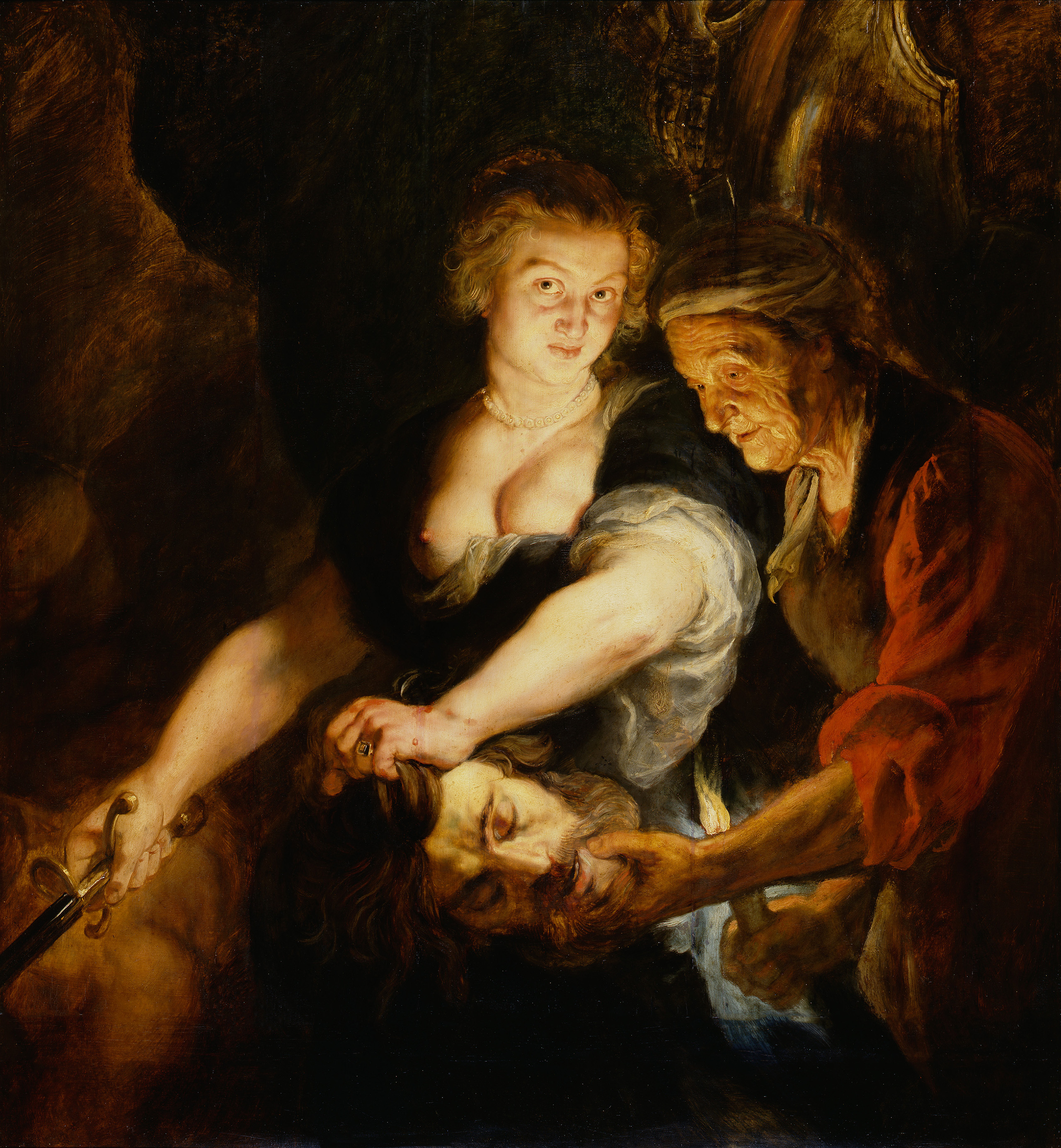
Judith amb el cap d'Holofernes, de Peter Paul Rubens, 1616
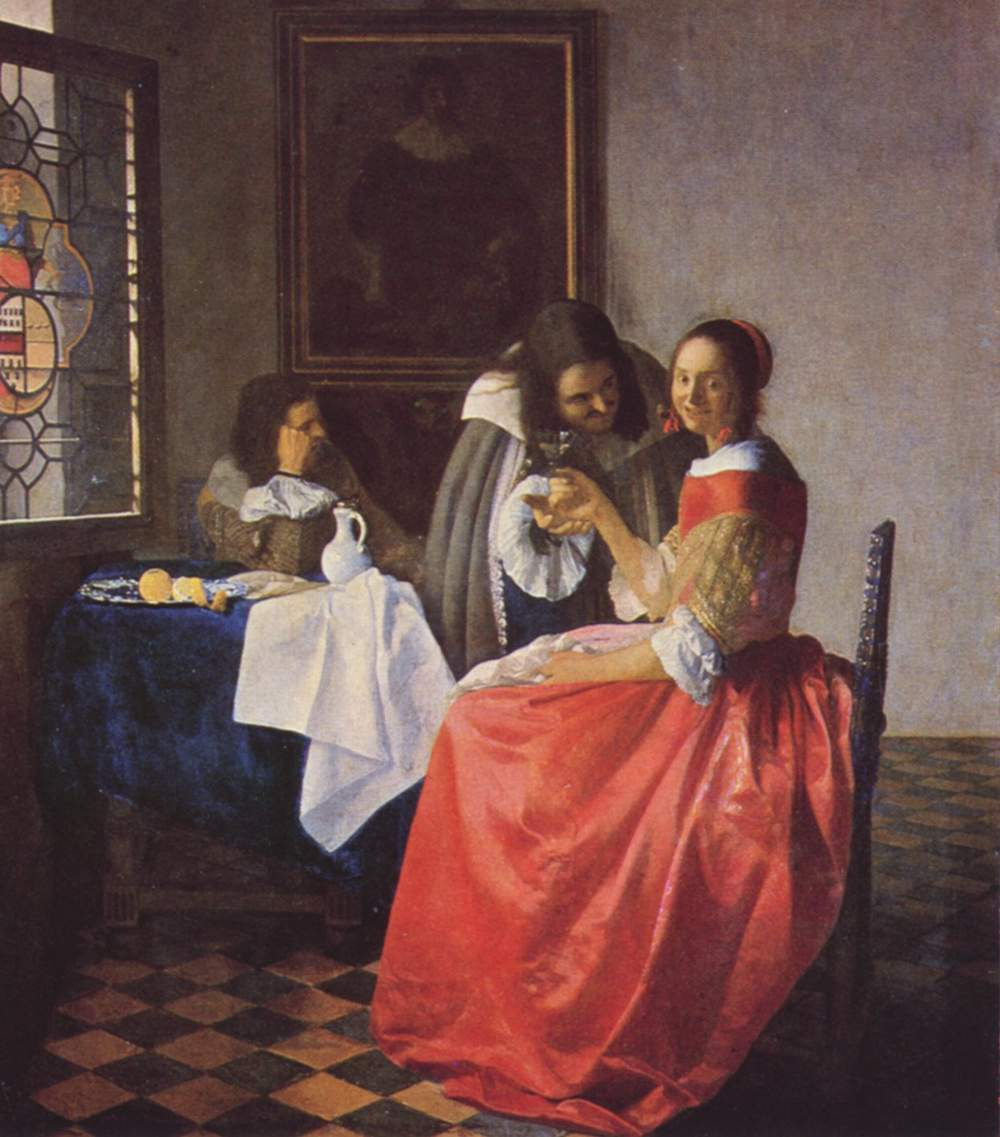
La noia amb la copa de vi, de Johannes Vermeer, c. 1659
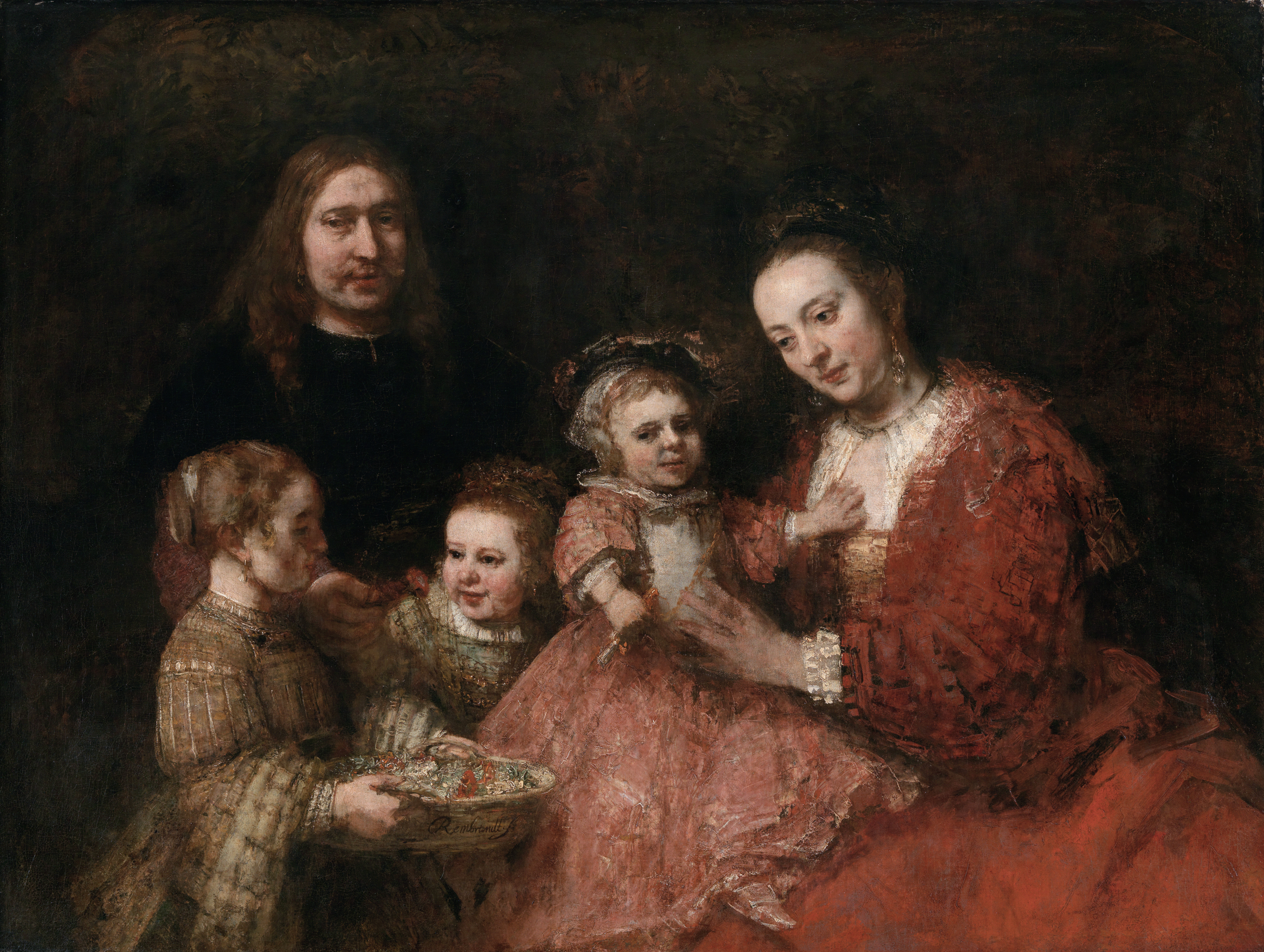
Retrat de família, de Rembrandt, 1668/69
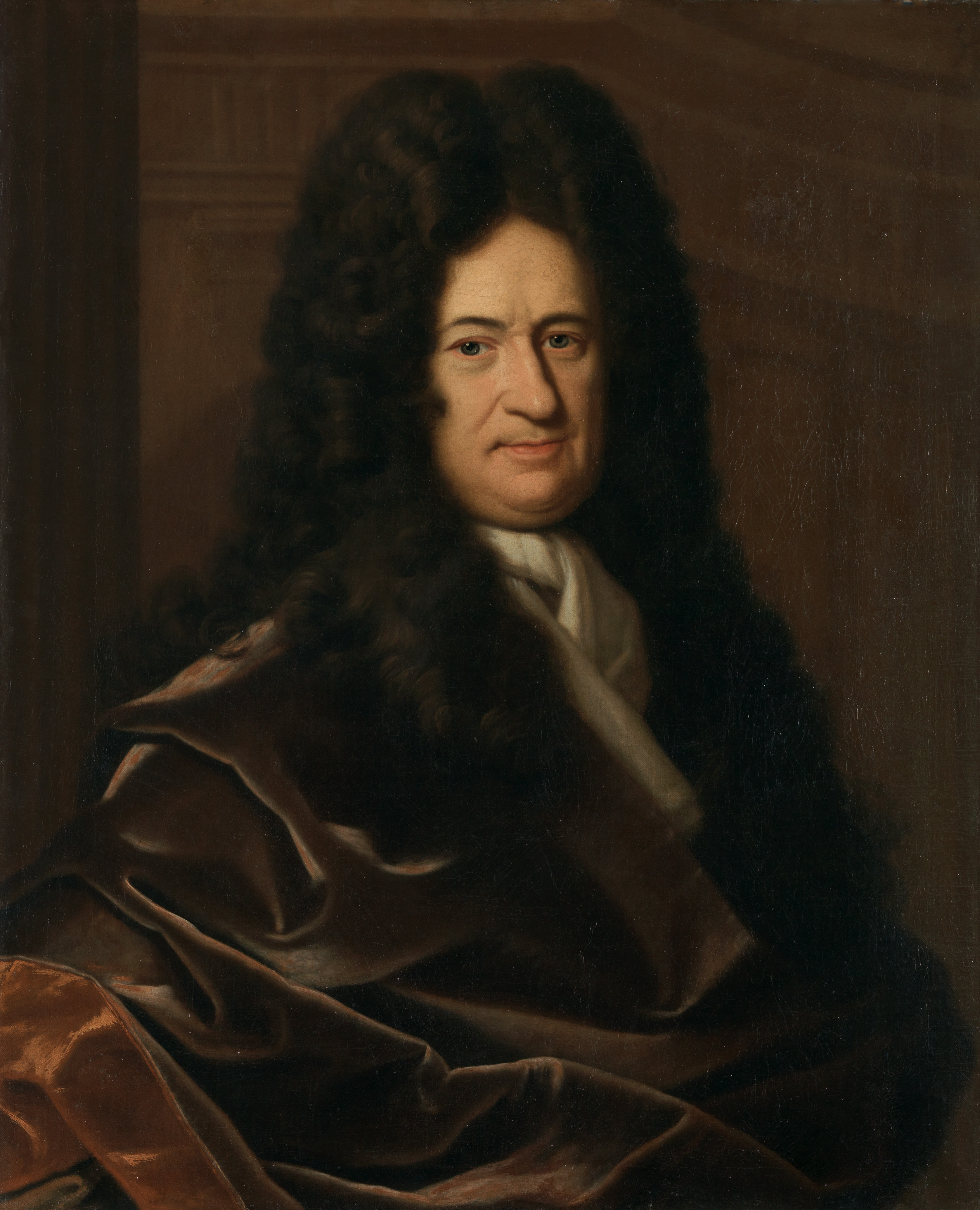
Retrat de Gottfried Wilhelm Leibniz, de Christoph Bernhard Francke, c. 1695
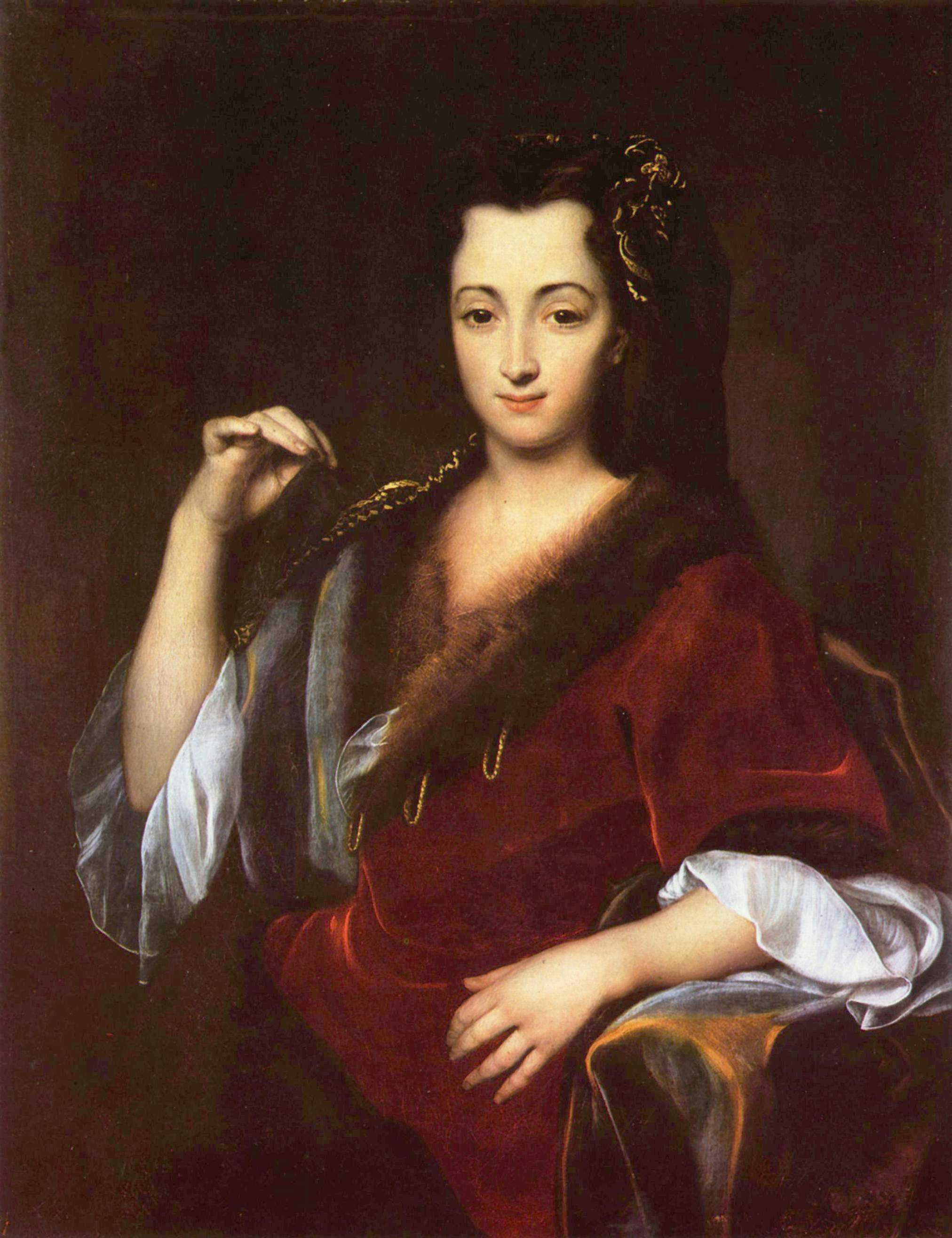
Retrat d'una dona jove, de Jan Kupecký, c. 1710